# The Man Comes Around
The Man Comes Around ist ein Country-Song von Johnny Cash, der 2002 auf dessen Album American IV: The Man Comes Around erschien. Er handelt vom Jüngsten Gericht und der Wiederkehr Jesu Christi und ist eines der letzten Stücke, die Cash schrieb.

## Inhalt
Der Song beginnt mit drei Zeilen aus der Offenbarung des Johannes mit einem Bezug auf den ersten der apokalyptischen Reiter. Der folgende Text weist zahlreiche Referenzen zur Bibel auf, wie beispielsweise das Auftreten einer Donnerstimme. In der Bibel wird die Stimme Gottes häufig als „lauter Donner“ beschrieben. Später wies Cash auch darauf hin, dass Gottes Stimme als Trompetenklänge ebenso präsent war.
In den ersten Textzeilen zeichnet Cash das Bild eines Mannes, der umhergeht und sich Namen von jenen Personen notiert, die er befreit oder tadelt. Des Weiteren heißt es im Refrain, dass das „Alpha und Omega“-Königreich gekommen sei. Cash schreibt, dass unzählige Menschen zur Kapelle pilgern, hundert Millionen Engel singen, Trompeten erklingen, Stimmen schreien und weinen und Menschen sterben und geboren werden. Später heißt es, dass die Ungerechten, Rechtschaffenen und Schmutzigen weiterhin ungerecht, rechtschaffen und schmutzig bleiben sollen, die Menschen, die gerettet werden wollen, sollen nur auf „jene Worte hören, die schon vor langer Zeit niedergeschrieben worden sind“.
Der Song endet wie er begann. Cash liest wieder aus der Offenbarung des Johannes. Dieser Auszug handelt vom vierten Reiter, dem Tod, dem die Hölle nachfolgt.

## Entstehung
Cash sagte, dass kein Song, den er je geschrieben hat, so viel seiner Zeit beanspruchte wie dieser. Das Stück geht auf einen Traum zurück, den er in den 1990er Jahren hatte. Darin traf er die Königin von England, die ihn mit einem Dornbusch im Wirbelwind verglich. Cash war sich sicher, diesen Ausdruck schon einmal gehört zu haben und fand ihn später im Buch von Job. Cash sagte, er habe 40 bis 50 Strophen geschrieben, die nicht für den Song verwendet wurden.

## Aufnahme und Veröffentlichung
Cash nahm den Song für sein Album American IV: The Man Comes Around auf. Besetzt ist die Ballade mit Randy Scruggs und Smokey Hormel an den Akustikgitarren und Benmont Tench am Klavier und der Orgel. Das Stück wurde 2002 als Single veröffentlicht. Das Album platzierte sich in den Country-Album-Charts des Billboard Magazins auf Rang zwei.
Der Song wurde unter anderem im Soundtrack der Filme Dawn of the Dead, Logan – The Wolverine, Killing Them Softly, sowie im Abspann von Die Stunde des Jägers verwendet. Des Weiteren wurde er als letzter (und auch einziger) Song in der Miniserie Generation Kill gespielt und begleitet dabei die letzte Szene der Miniserie.